# Cho Jae-jin
Cho Jae-Jin (Paju, 9 de julho de 1980) é um ex-futebolista profissional sul-coreano, que atuava como atacante.

## Carreira
Cho Jae-jin representou a Seleção Sul-Coreana de Futebol nas Olimpíadas de 2004, a Copa do Mundo de 2006, e a Copa da Ásia de 2007.